# Dasysyrphus baicalensis
Dasysyrphus baicalensis är en tvåvingeart som beskrevs av Günther Enderlein 1938. Dasysyrphus baicalensis ingår i släktet skogsblomflugor, och familjen blomflugor. Inga underarter finns listade i Catalogue of Life.